# 会田・麻績騒動
会田・麻績騒動（あいだ・おみそうどう）は、明治2年8月末（1869年10月初）に信濃国筑摩郡で発生した世直し一揆。

## 経緯
幕末維新期の政情不安に加え、明治新政府が大量に発行した新貨幣（太政官札）が、偽金（チャラ金）の流通の影響で不通用となり、インフレーションを引き起こして農村の経済が混乱した。明治2年8月16日（新暦1869年9月21日）に隣接する上田藩で上田騒動が発生して農民の要求が受け入れられると、8月25日（新暦9月30日）には保福寺峠を越えて連鎖的に騒動が筑摩郡北部にも波及した。伊那県塩尻局管内の会田組会田宿と麻績組乱橋村の2か所から一揆が発生し、諸物価の値下げや村役人の不正の是正を要求した農民2000人以上が、庄屋や酒造屋、米穀商、質屋、問屋などを打ち壊した。
一揆勢は7項目の要求を掲げ、会田町村の藤松長兵衛らは二手に分かれ、会田から北国西街道伝いに間の宿の保福寺、刈谷原および沿道の富農や商家を打ち壊し、犀川を越え安曇郡穂高宿（千国街道）に出たところで、松本藩兵によって8月26日（新暦10月1日）に鎮圧された。乱橋村の小林愛次郎らは同街道伝いに麻績宿、青柳宿および沿道の富農や商家を打ち壊したが、伊那県吏や松代藩兵によって8月27日（新暦10月2日）に鎮圧された。
あわせて30か村で焼失25軒、打ち壊し81軒を数え、前者の入牢者は184人、後者の入牢者は40人を数え、首謀者2名は斬首となったが、他の者は釈放された。